# Something (canção de Nelly Furtado)
Something é uma canção da cantora canadense Nelly Furtado, gravada para o seu quinto álbum de estúdio, The Spirit Indestructible (2012). Foi lançada como primeiro single promocional do álbum em 4 de Junho de 2012.

## Antecedentes
Após o fraco desempenho do single "Big Hoops (Bigger the Better)" nas paradas de sucesso, sua gravadora Interscope e sua equipe resolveram adiar o lançamento do álbum The Spirit Indestructible, de 19 de Junho para 18 de Setembro de 2012. Em 4 de junho de 2012, a Interscope postou em sua página oficial do Youtube, um lyric video de uma nova música chamada "Something" com a participação do rapper Nas, em sequência foi lançada nas demais plataformas de streaming.

## Composição
"Something" foi escrita por Furtado, Nas e co-escrita e produzida por Salaam Remi, que já havia trabalho com Furtado antes no álbum Mi plan, lançado em 2009.

## Recepção da Cítica
"Something" recebeu críticas mistas, alguns críticos elogiaram os versos entre os refrãos e o rap de Nas chamando-os de "incríveis", outros críticaram dizendo que "(a música) é obscura, não é radiofônica e que perde um pouco de força no refrão, onde deveria ser o ponto mais alto".